# Vohenstrauß
Vohenstrauß é uma cidade da Alemanha localizado no distrito de Neustadt an der Waldnaab, região administrativa de Oberpfalz, estado da Baviera.